# Malaysia Airlines

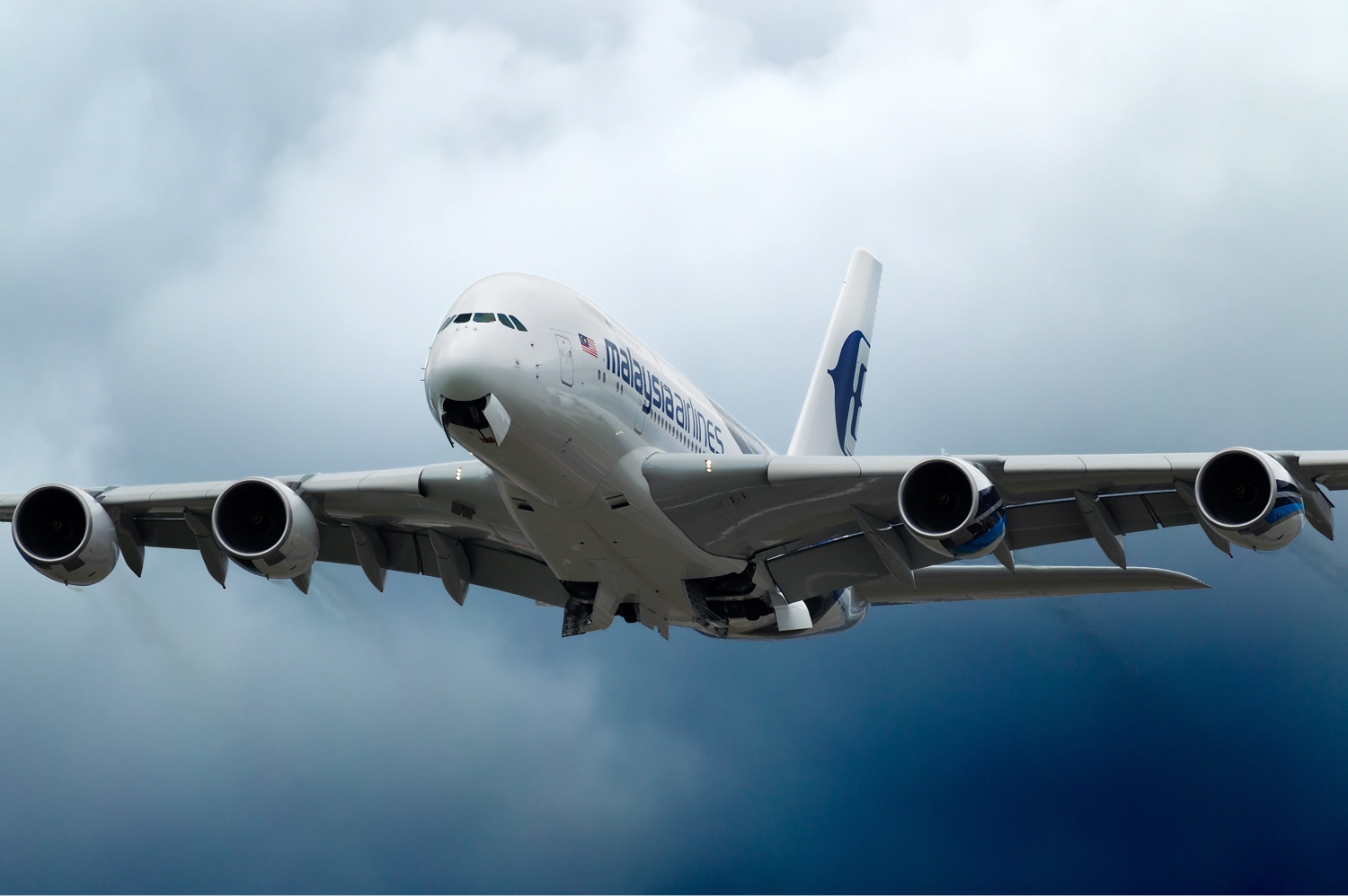
Airbus A380 w nowych barwach Malaysia Airlines (2012)

Malaysia Airlines – malezyjskie narodowe linie lotnicze, z siedzibą w Sultan Abdul Aziz Shah. Obsługuje połączenia z całym światem ze swojej bazy na lotnisku Kuala Lumpur International Airport, oraz oferuje połączenia z Kota Kinabalu. Przewoźnik jest własnością rządu.
Agencja ratingowa Skytrax przyznała liniom cztery gwiazdki.

## Flota
Według stanu na maj 2025 flota Malaysia Airlines składała się z 84 samolotów o średnim wieku 10,3 lat:
| Samolot          | Samolot | Samolot   | Liczba miejsc | Liczba miejsc | Liczba miejsc | Liczba miejsc | Liczba miejsc | Uwagi                                |
| Model            | Aktywne | Zamówione | F             | B             | P             | E             | Łącznie       | Uwagi                                |
| ---------------- | ------- | --------- | ------------- | ------------- | ------------- | ------------- | ------------- | ------------------------------------ |
| Airbus A330-200  | 7       | -         | -             | 19            | 42            | 226           | 287           |                                      |
| Airbus A330-300  | 15      | -         | -             | 27            | 16            | 247           | 290           |                                      |
| Airbus A330-900  | 3       | 7         | -             | 28            | 24            | 245           | 297           | Dostawa planowana w latach 2024-2028 |
| Airbus A350-900  | 7       | -         | 4             | 35            | 27            | 220           | 286           |                                      |
| Airbus A350-900  | 7       | -         | -             | 40            | 32            | 228           | 300           |                                      |
| Boeing 737-800   | 41      | -         | -             | 16            | -             | 144           | 160           |                                      |
| Boeing 737-800   | 41      | -         | -             | 12            | -             | 162           | 174           |                                      |
| Boeing 737 MAX 8 | 11      | 14        | -             | 12            | -             | 162           | 174           | Dostawa planowana w latach 2024-2028 |
| Łącznie          | 84      | 21        |               |               |               |               |               |                                      |